# Francisco Bastarreche Díez de Bulnes
Francisco Bastarreche Díez de Bulnes (Cádiz, 11 de agosto de 1882 - Madrid, 12 de mayo de 1962) fue un militar y político español que intervino en la guerra civil española y fue uno de los principales responsables de la masacre de la carretera Málaga-Almería en febrero de 1937.

## Biografía
Sus padres fueron Asunción Díez de Bulnes Morales de los Ríos y Félix Bastarreche Herrera. En 1898 inició su carrera militar en el Ejército Español, en la que fue ascendiendo coincidiendo con sus intervenciones en las campañas del norte de África, la represión de la Revolución de octubre de 1934, la guerra civil española y la dictadura de Francisco Franco.

## Reinado de Alfonso XIII
Participó en las operaciones del norte de África, en la guerra de Melilla y en las operaciones de Mar Chica. Después fue destinado a Cartagena y Ferrol, donde obtuvo su primer mando a bordo del llamado Torpedero 2. Posteriormente se le nombró responsable del polígono de tiro. Permaneció en Ferrol hasta 1928.

## Segunda República

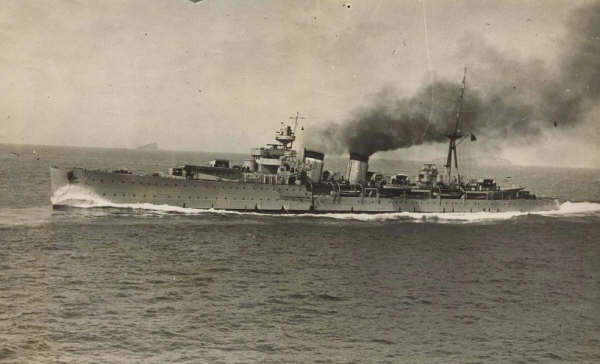
Crucero Almirante Cervera.

Cuando se proclamó la Segunda República Española, era comandante del crucero Almirante Cervera; al poco tiempo pasó al destructor Alcalá Galiano. Se le nombró director de la Escuela de Tiro Janer.
En la Revolución de Octubre de 1934, se destacó por el duro trato infligido a los detenidos por la huelga general, que se encontraban presos en el barco Minerva; Bastarreche ordenó expresamente que los heridos y enfermos no fueran atendidos.
En 1935, siendo capitán de navío, fue nombrado director de la Escuela Naval Militar de Marín (Pontevedra).

## Guerra civil española

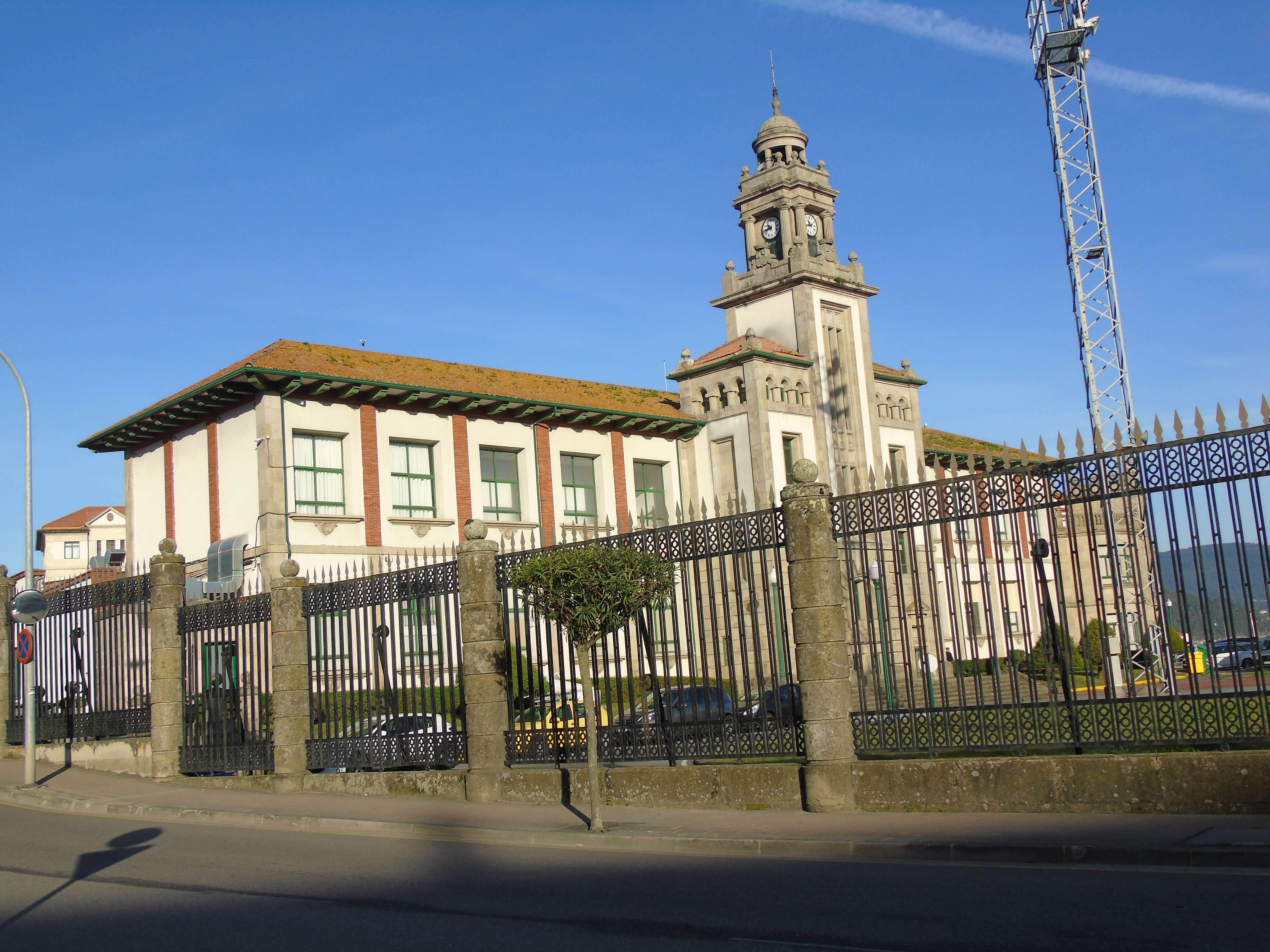
Escuela Naval Militar de Marín, en 2016.

En el momento del golpe de Estado del 18 de julio de 1936 se encontraba al mando del Alcalá Galiano. Desde el primer primer momento se alineó con los golpistas y declaró el estado de guerra en Marín, donde se autodeclaró alcalde; junto con la aviación, intervino también en la declaración de guerra de Pontevedra.  Bombardeó los núcleos de resistencia de Tuy, Vigo, Noya y Arosa. A consecuencia de estos hechos, el Gobierno de la República lo expulsó del Ejército el 26 de julio de 1936.
El 13 de septiembre, los cabecillas de la flota naval golpista lo designaron primer comandante del crucero Canarias; junto con el Almirante Cervera se retiraron hacia el sur de España. El 27 de septiembre el Canarias se enfrentó con el destructor republicano Almirante Ferrándiz; posteriormente bombardeó Sagunto, Cullera y Rosas; Bastarreche fue uno de los principales responsables de La Desbandá, colaborando con el general Queipo de Llano en la masacre de miles de civiles que huían de Málaga.
Prosiguió en diversas operaciones de guerra desde la base de la flota golpista que se estableció en las Islas Baleares, castigando las costas mediterráneas, y el estrecho de Gibraltar (batalla del Cabo Espartel y caza del destructor republicano José Luis Diez).
En 1938 fue designado consejero nacional de FET y de las JONS.

## Posguerra

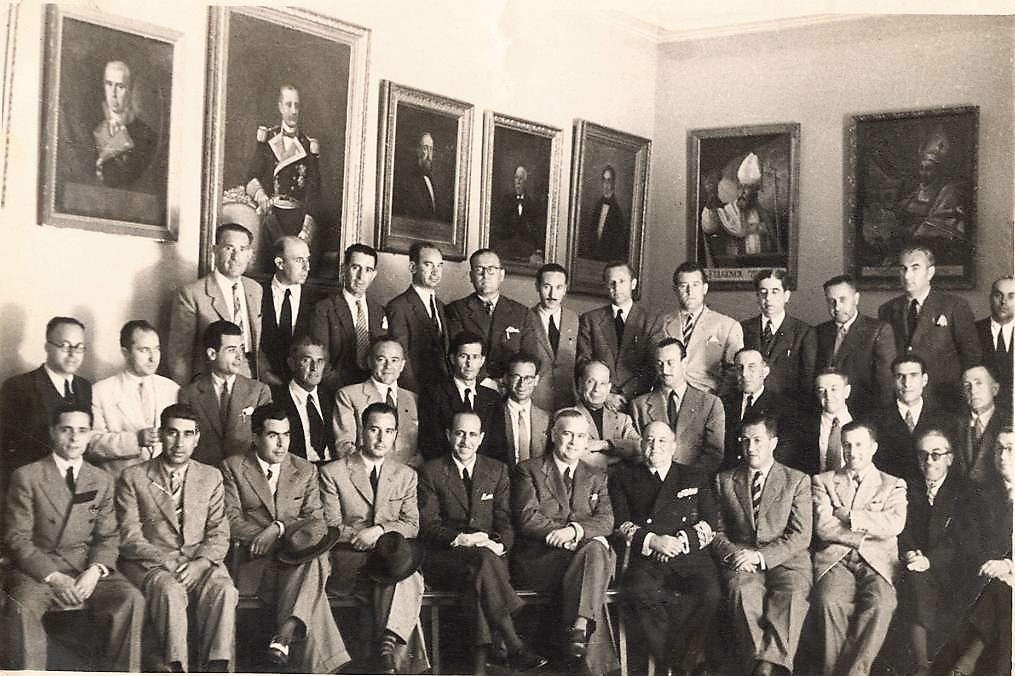
Reunión de la Mancomunidad de Taibilla, a finales de la década de 1940.

Tras terminar la guerra fue ascendido a almirante y se le nombró capitán general del Departamento de Marina de Cartagena; cargo en el que permaneció hasta 1950, tiempo en el cual firmó 48 sentencias de muerte, y estuvo al mando del torturador Manuel Vidal.
En 1946 fue nombrado delegado en la nueva Mancomunidad de Aguas de Taibilla; el mérito de su creación se atribuyó a Bastarreche, aunque el proyecto y las primeras obras habían comenzado en tiempos de la República.
En 1948 fue designado procurador en las Cortes, y miembro del Consejo del Reino.
Murió en Madrid el 12 de mayo de 1962.

## Honores

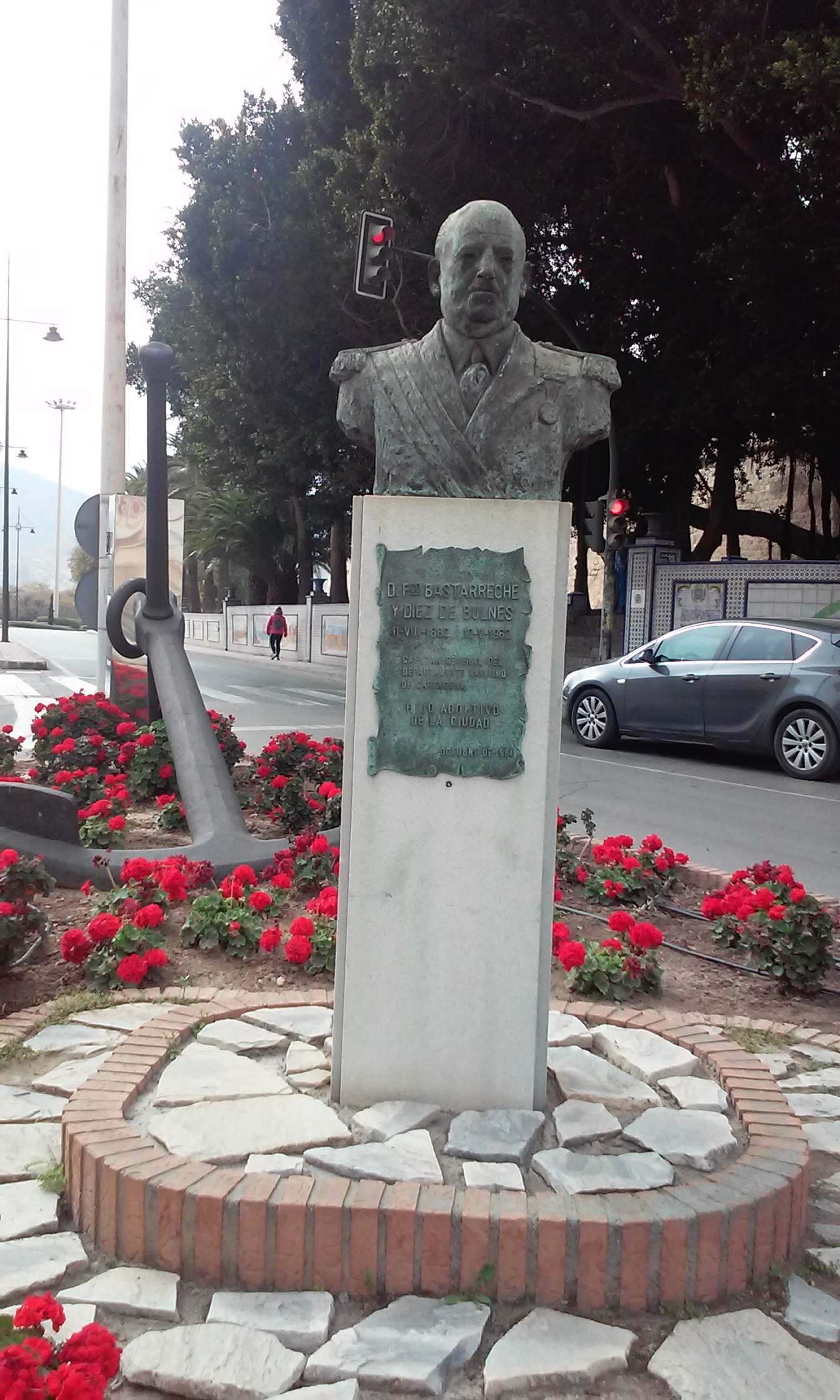
Busto de Bastarreche en Cartagena, antes de su retirada en 2016.

- Busto de Bastarreche en Cartagena, antes de su retirada en 2016.Fue nombrado hijo predilecto de Alhama de Murcia, donde se erigió un busto en su honor y se denominó una calle con su nombre. Distinciones que fueron retiradas en 2017, en aplicación de la Ley de Memoria Histórica.[6]

- En Cartagena existía una plaza y un busto a él dedicados hasta 2016, en que fueron retirados por la misma razón.[11]
- Igualmente, una calle de Marín llevaba su nombre, que fue cambiado en medio de fuertes polémicas.[12][13][14]

## Vida personal
Se casó con Concepción Moreno Fernández, hermana de Francisco Moreno Fernández, con quien tuvo cuatro hijos. Fue abuelo del juez José Yusty Bastarreche, que en 2019 trató de evitar sacar al General Francisco Franco de la basílica del Valle de los Caídos.